# Richard Arvin Overton

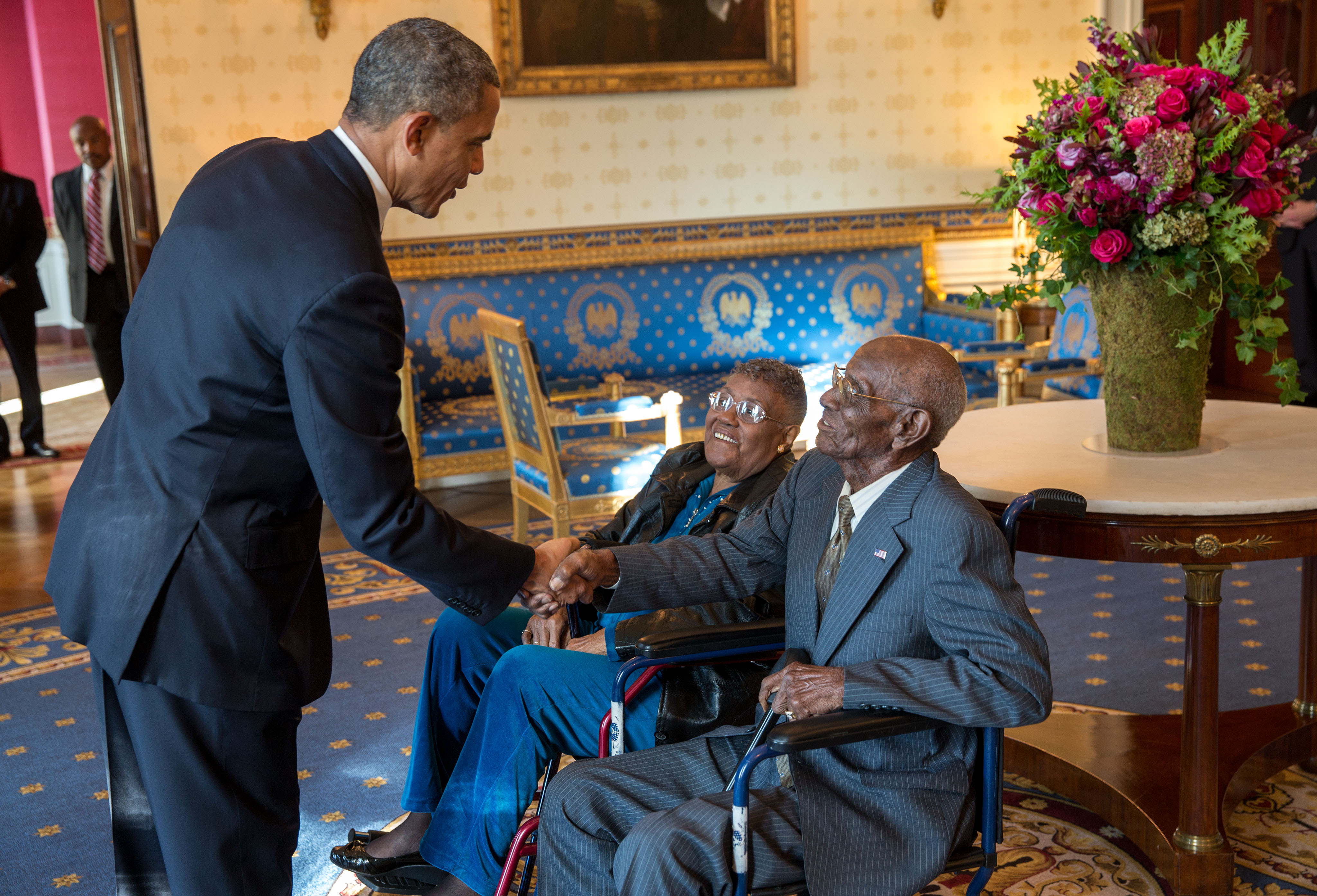
Richard Arvin Overton z prezydentem Barackiem Obamą w Białym Domu, listopad 2013

Richard Arvin Overton (ur. 11 maja 1906, zm. 27 grudnia 2018) – amerykański superstulatek, Afroamerykanin, który w chwili śmierci w wieku 112 lat i 230 dni był najstarszym żyjącym mężczyzną w Stanach Zjednoczonych oraz najstarszym w historii weteranem drugiej wojny światowej. Po śmierci Amerykanina żydowskiego pochodzenia, Georga Feldmana (ur. 2 grudnia 1906, zm. 2 grudnia 2018) był obok Meksykanina, Domingo Villa Avisencio (ur. 26 sierpnia 1906, zm. 3 listopada 2019) ostatnim znanym żyjącym mężczyzną urodzonym w roku 1906.
Richard Arvin Overton urodził się w Hrabstwie Bastrop w stanie Teksas 11 maja 1906. Jego rodzicami byli Gentry Overton Sr. (1877–1920) oraz Elizabeth Franklin Overton Waters (1876–1939). Miał dziewięcioro rodzeństwa. Dwukrotnie żonaty, nie miał dzieci. Jego druga żona, Wilma Galloway Overton zmarła 10 kwietnia 1988 w wieku 78 lat.
Po ukończeniu 110. roku życia Overon kilkukrotnie przechodził zapalenie płuc. Zmarł w szpitalu 27 grudnia 2018 w wyniku powikłań kolejnego z nich.